# كاسترا سيفيريانا
'

الإمبراطورية الرومانية: موريطانيا القيصرية (125 م)

كاسترا سيفيريانا' (بالإنجليزية: Castra Severiana) كانت مدينة رومانية قديمة تعود إلى عصر المقاطعة الرومانية موريطانيا القيصرية، في شمال أفريقيا خلال العصور القديمة المتأخرة. تم التعرف مبدئيا على المدينة في الجزائر الحديثة لأطلال في سيدي علي بن يوب (تشانزي) أو لالة مغنية.